# Veyrac
Veyrac (Vairac en occitan) est une commune française située dans le département de la Haute-Vienne en région Nouvelle-Aquitaine. Ses habitants sont appelés les Veyracois en français et lous Vairacauds en occitan.

## Géographie

### Localisation
Veyrac est une commune de l'Ouest de la Haute-Vienne, située à une quinzaine de kilomètres au nord-ouest du centre-ville de Limoges, et à 20 kilomètres du centre-ville de Saint-Junien située entre la vallée de la Vienne, au sud, et celle de la Glane au nord, la commune de Veyrac subit de plus en plus l'influence de la capitale régionale, devenant désormais un village de la grande couronne limougeaude.

### Communes limitrophes
Les communes limitrophes sont Peyrilhac, Oradour-sur-Glane, Saint-Gence, Saint-Victurnien et Verneuil-sur-Vienne.
| Oradour-sur-Glane | Peyrilhac           |             |
|                   | Veyrac              | Saint-Gence |
| Saint-Victurnien  | Verneuil-sur-Vienne |             |

### Lieux-dits
La commune de Veyrac comprend 60 villages : l'Abattoir, Aigues-Mortes, la Barre, Beauvalet, Bellevue, la Bergerie, la Boine, la Borie, la Bouteille, le Buisson, Chantelauve, la Chapelle-du-Queyroix, les Chataigneraies, le Châtain-de-l'Amour, la Châtrusse, la Cheise, Chez-Grenier, les Cinq-Routes, les Cosjanots, la Cosse, la Côte-d'Or, la Croix-de-l'Ange, l'Ebourliat, l’Étang, Etivaux (ou Estivaud), la Gautaud, Glane, le Grand-Moulin, la Grange-de-Boeil, Isle, les Landes, les Lunades, la Madeleine, le Mas-de-Glane, le Mas-Doumy, le Mas-Martin, le Montaudeix, le Moulin, le Moulin-du-Mas-de-Glane, le Moulin-du-Puy-Imbart, la Pacaille, Pellechevent, les Pellinches, le Petit-Buisson, le Petit-Moulin, Peury, Peyruche, la Plaine, le Plounty, le Poirier, le Pouyol, le Priaulet, Prinsabaud, Puy-Imbart, Rejasseville, les Roches, Route-de-la-Châtrusse, Saint-Quentin, la Valade, la Vergne, Villeneuve. ;
Elle compte également des habitations isolées ou lotissements nouveaux qui ne sont pas considérés comme des villages.

### Climat
Pour des articles plus généraux, voir Climat de la Nouvelle-Aquitaine et Climat de la Haute-Vienne.
Historiquement, la commune est exposée à un climat océanique limousin.  
En 2020, Météo-France publie une typologie des climats de la France métropolitaine dans laquelle la commune est exposée à un climat océanique altéré et est dans la région climatique Ouest et nord-ouest du Massif Central, caractérisée par une pluviométrie annuelle de 900 à 1 500 mm, maximale en automne et en hiver.
Pour la période 1971-2000, la température annuelle moyenne est de 11,3 °C, avec une amplitude thermique annuelle de 14,7 °C. Le cumul annuel moyen de précipitations est de 1 054 mm, avec 14 jours de précipitations en janvier et 7,8 jours en juillet. Pour la période 1991-2020, la température moyenne annuelle observée sur la station météorologique la plus proche, située sur la commune de Limoges à 12 km à vol d'oiseau, est de 11,8 °C et le cumul annuel moyen de précipitations est de 1 018,0 mm,. Pour l'avenir, les paramètres climatiques de la commune estimés pour 2050 selon différents scénarios d’émission de gaz à effet de serre sont consultables sur un site dédié publié par Météo-France en novembre 2022.

## Urbanisme

### Typologie
Au 1er janvier 2024, Veyrac est catégorisée commune rurale à habitat dispersé, selon la nouvelle grille communale de densité à sept niveaux définie par l'Insee en 2022.
Elle est située hors unité urbaine. Par ailleurs la commune fait partie de l'aire d'attraction de Limoges, dont elle est une commune de la couronne,. Cette aire, qui regroupe 127 communes, est catégorisée dans les aires de 200 000 à moins de 700 000 habitants,.

### Occupation des sols
L'occupation des sols de la commune, telle qu'elle ressort de la base de données européenne d’occupation biophysique des sols Corine Land Cover (CLC), est marquée par l'importance des territoires agricoles (70,3 % en 2018), en diminution par rapport à 1990 (72,7 %). La répartition détaillée en 2018 est la suivante : 
prairies (42,5 %), forêts (24,7 %), zones agricoles hétérogènes (18,5 %), terres arables (9,2 %), zones urbanisées (4 %), milieux à végétation arbustive et/ou herbacée (1,1 %). L'évolution de l’occupation des sols de la commune et de ses infrastructures peut être observée sur les différentes représentations cartographiques du territoire : la carte de Cassini (XVIIIe siècle), la carte d'état-major (1820-1866) et les cartes ou photos aériennes de l'IGN pour la période actuelle (1950 à aujourd'hui).

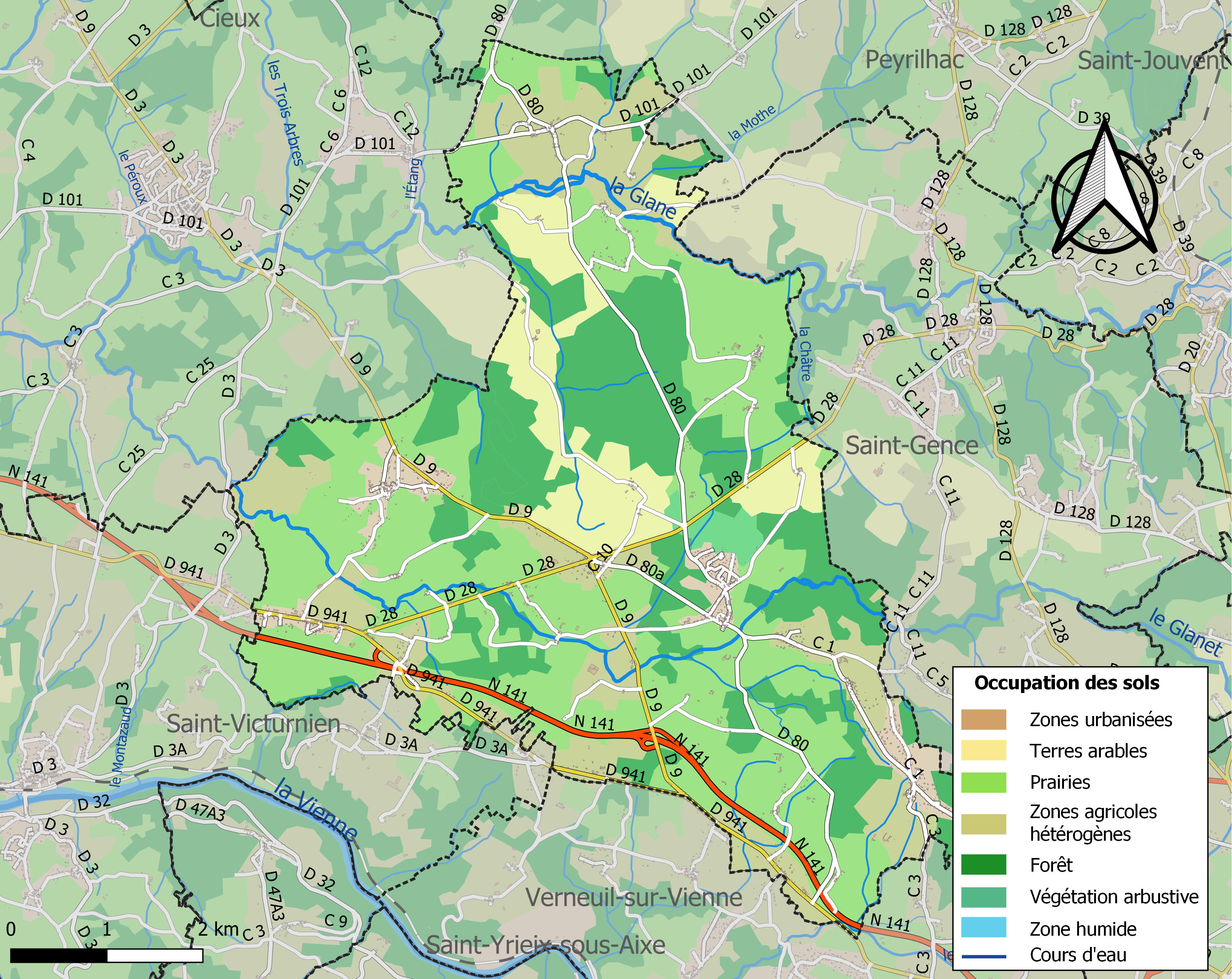
Carte des infrastructures et de l'occupation des sols de la commune en 2018 (CLC).

### Risques majeurs
Le territoire de la commune de Veyrac est vulnérable à différents aléas naturels : météorologiques (tempête, orage, neige, grand froid, canicule ou sécheresse) et séisme (sismicité faible). Il est également exposé à un risque technologique, le transport de matières dangereuses, et à un risque particulier : le risque de radon. Un site publié par le BRGM permet d'évaluer simplement et rapidement les risques d'un bien localisé soit par son adresse soit par le numéro de sa parcelle.

#### Risques naturels

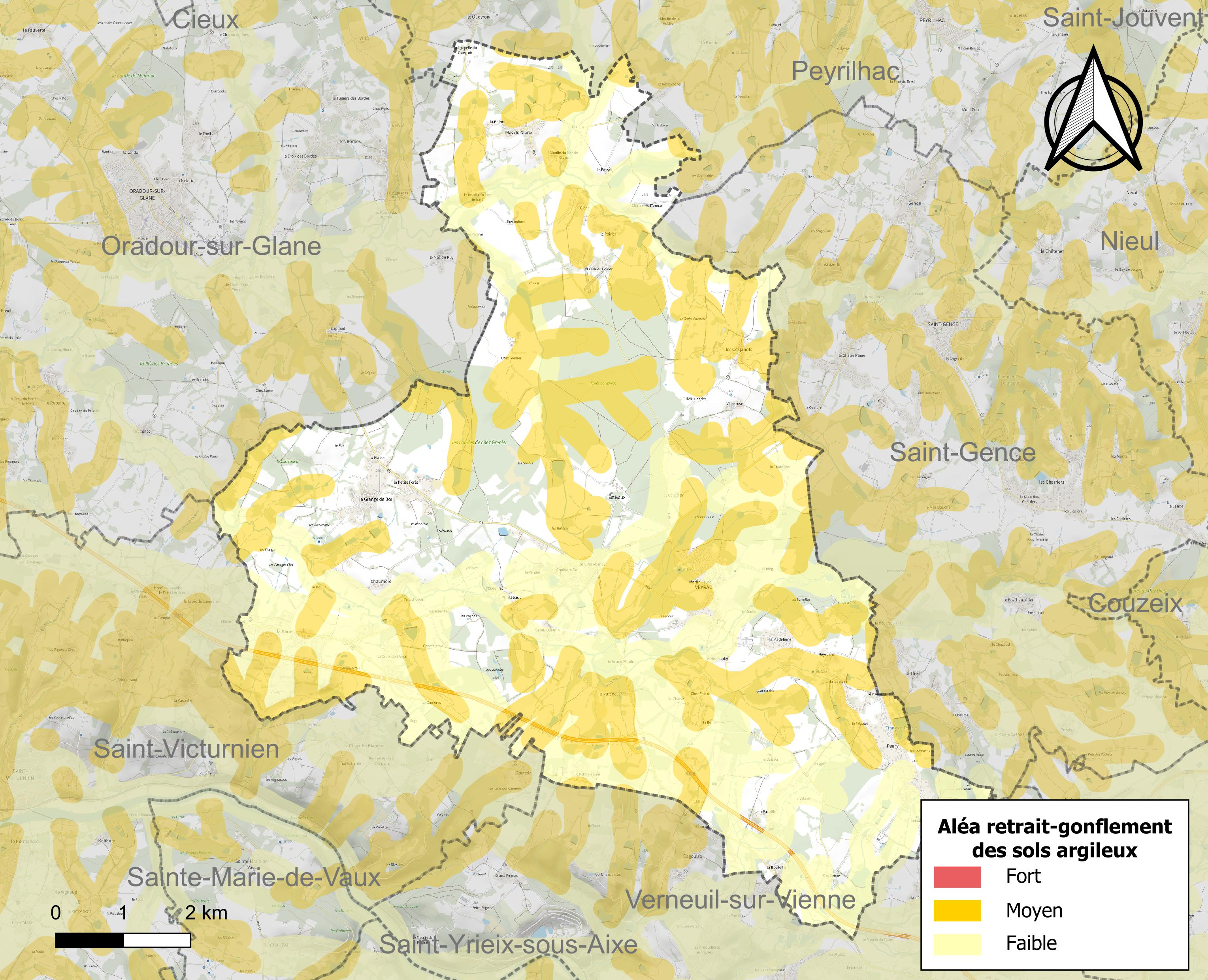
Carte des zones d'aléa retrait-gonflement des sols argileux de Veyrac.

Le retrait-gonflement des sols argileux est susceptible d'engendrer des dommages importants aux bâtiments en cas d’alternance de périodes de sécheresse et de pluie. 37,2 % de la superficie communale est en aléa moyen ou fort (27 % au niveau départemental et 48,5 % au niveau national métropolitain). Depuis le 1er octobre 2020, en application de la loi ÉLAN, différentes contraintes s'imposent aux vendeurs, maîtres d'ouvrages ou constructeurs de biens situés dans une zone classée en aléa moyen ou fort,.
La commune a été reconnue en état de catastrophe naturelle au titre des dommages causés par les inondations et coulées de boue survenues en 1982 et 1999, par la sécheresse en 2019 et par des mouvements de terrain en 1999.

#### Risque particulier
Dans plusieurs parties du territoire national, le radon, accumulé dans certains logements ou autres locaux, peut constituer une source significative d’exposition de la population aux rayonnements ionisants. Selon la classification de 2018, la commune de Veyrac est classée en zone 3, à savoir zone à potentiel radon significatif.

## Toponymie
- Veriacum en 1083, Veirac et Veyrat en 1274, Varact en 1382[19], Verac en 1793, Veyrac en 1801[20].

## Politique et administration

### Liste des maires
| Période                                  | Période                | Identité         | Étiquette | Qualité                                                                                                  |
| ---------------------------------------- | ---------------------- | ---------------- | --------- | --- |
| Les données manquantes sont à compléter. |                        |                  |           | |
| mai 1929                                 | mai 1945               | André Sénamaud   |           | |
| mai 1945                                 | mars 1959              | François Foussat |           | |
| mars 1959                                | mars 1977              | Adolphe Dufour   |           | Commerçant (vin, essence)                                                                                |
| mars 1977                                | novembre 1998          | Édouard Mazière  | PCF       | Entrepreneur en maçonnerie                                                                               |
| novembre 1998                            | avril 2018 (démission) | Nancette Mazière | PCF       | Retraitée, maire honoraire (2019) Conseillère générale du canton de Nieul (2001 → 2015)                  |
| avril 2018                               | En cours               | Jean-Yves Rigout | ADS       | Ingénieur DSI Université de Limoges Suppléant de la députée Manon Meunier Réélu pour le mandat 2020-2026 |

## Population et société

### Démographie
L'évolution du nombre d'habitants est connue à travers les recensements de la population effectués dans la commune depuis 1793. Pour les communes de moins de 10 000 habitants, une enquête de recensement portant sur toute la population est réalisée tous les cinq ans, les populations de référence des années intermédiaires étant quant à elles estimées par interpolation ou extrapolation. Pour la commune, le premier recensement exhaustif entrant dans le cadre du nouveau dispositif a été réalisé en 2004.

En 2022, la commune comptait 2 162 habitants, en évolution de +5,62 % par rapport à 2016 (Haute-Vienne : −0,68 %, France hors Mayotte : +2,11 %).
| 1793  | 1800  | 1806  | 1821  | 1831  | 1836  | 1841  | 1846  | 1851  |
| ----- | ----- | ----- | ----- | ----- | ----- | ----- | ----- | ----- |
| 1 205 | 1 144 | 1 020 | 1 378 | 1 518 | 1 507 | 1 553 | 1 630 | 1 718 |

| 1856  | 1861  | 1866  | 1872  | 1876  | 1881  | 1886  | 1891  | 1896  |
| ----- | ----- | ----- | ----- | ----- | ----- | ----- | ----- | ----- |
| 1 758 | 1 685 | 1 700 | 1 680 | 1 742 | 1 711 | 1 755 | 1 753 | 1 717 |

| 1901  | 1906  | 1911  | 1921  | 1926  | 1931  | 1936  | 1946  | 1954  |
| ----- | ----- | ----- | ----- | ----- | ----- | ----- | ----- | ----- |
| 1 641 | 1 614 | 1 603 | 1 503 | 1 459 | 1 366 | 1 485 | 1 297 | 1 250 |

| 1962  | 1968  | 1975  | 1982  | 1990  | 1999  | 2004  | 2006  | 2009  |
| ----- | ----- | ----- | ----- | ----- | ----- | ----- | ----- | ----- |
| 1 127 | 1 070 | 1 019 | 1 202 | 1 339 | 1 539 | 1 834 | 1 896 | 1 965 |

| 2014  | 2019  | 2022  | - | - | - | - | - | - |
| ----- | ----- | ----- | - | - | - | - | - | - |
| 2 038 | 2 112 | 2 162 | - | - | - | - | - | - |

## Culture locale et patrimoine

### Lieux et monuments
- Abbaye de Bœuil : de cet établissement cistercien fondé au (XIIe siècle), il ne subsiste rien sinon un toponyme la Grange au Boeuil et les vestiges d'une digue et d'étangs.
- Château d'Estivaux (ou Eytivaud ou Etivaud) (XVIIIe siècle).
- Château de la Cosse (XVIIIe siècle) : ce château fut construit par l'architecte Joseph Brousseau pour un riche drapier de Limoges. De style classique, il unit à la fois la monumentalité classique et la simplicité rurale.
- Château du Buisson (XVIIe siècle).
- Église Saint-Martin (XIe siècle). Elle est inscrite à l'Inventaire général du patrimoine culturel[26].
- Pont-colombier (XVIIe siècle) : appartenant initialement aux propriétaires du château de Veyrac, il est unique en France par sa structure. Ce colombier fut probablement construit par Jean de Londeix, sieur de la Puytignon, qui acquit le manoir de Veyrac et ses terres en 1626. Il y avait deux colombiers de la sorte servant de ponts couverts et symétriques par rapport à l'avenue menant au manoir de Veyrac. L'autre colombier et le manoir ont été détruits[27].

### Personnalités liées à la commune
- Étienne Chevalier (1910-1982), artiste peintre, y est mort.

### Héraldique
|  | Les armoiries de Veyrac se blasonnent ainsi : De vair au franc-quartier d'azur chargé de trois fasces ondées d'argent, au chef de gueules. |